# История почты и почтовых марок Зулуленда

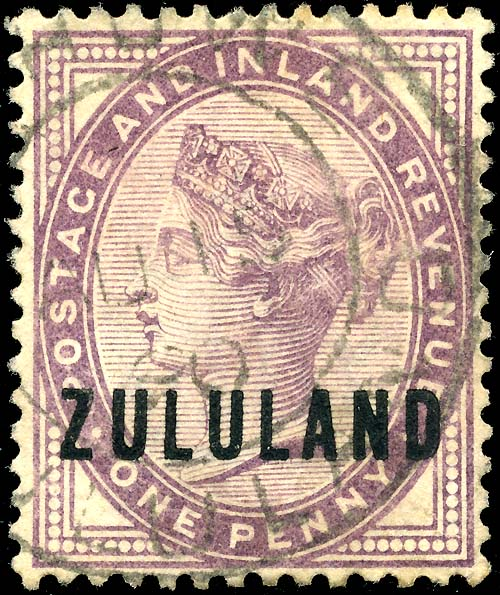
Почтовая марка Великобритании с надпечаткой, погашенная в Эшове в августе 1890 г.

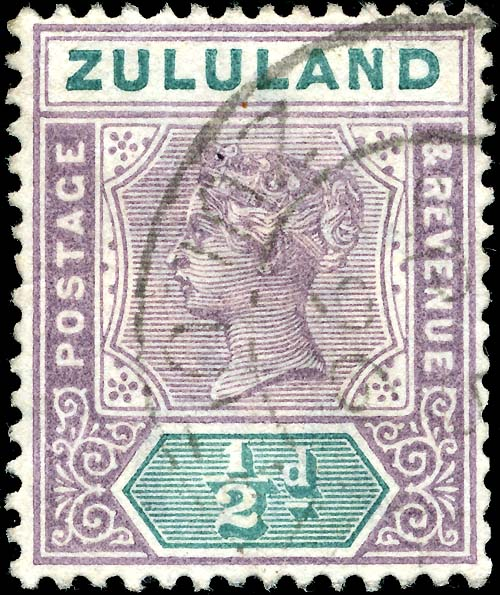
Почтовая марка колониального типа номиналом полпенни 1894 г. выпуска, погашенная в 1896 г.

Это обзор почтовых марок и истории почты Зулуленда под британским правлением.
Королевство зулусов было побеждено Великобританией в англо-зулусской войне и было аннексировано как территория Великобритании в 1887 году. В течение короткого периода времени у него была собственная почта и собственные почтовые марки.

## Первое почтовое отделение
Почтовое агентство Наталя было открыто в Эшове в 1876 году (закрыто между 1879 годом и 1885 годом), но официальная почта была открыта только 1 мая 1888 года, когда и Зулуленд, и соседний Наталь стали членами Всемирного почтового союза. Сначала на этой территории использовались почтовые марки Великобритании и Наталя с надпечаткой англ. «Zululand» («Зулуленд»).

## Почтовые марки колониального типа
Серия из десяти стандартных марок колониального типа с изображением профиля королевы Виктории и с надписью англ. «Zululand» («Зулуленд») вышла в 1894 году и была в обращении в 21 почтовом отделении. Номиналы этих марок варьировались от 1/2 пенни до пяти фунтов.

## Аннексия
Зулуленд был аннексирован Наталем 31 декабря 1897 года, а выпуск почтовых марок был прекращён 30 июня 1898 года.